# Contea di Rock (Minnesota)
La contea di Rock in inglese Rock County è una contea dello Stato del Minnesota, negli Stati Uniti. La popolazione al censimento del 2000 era di 9 721 abitanti. Il capoluogo di contea è Luverne